# Asszíria zászlaja

Asszíria zászlaja

Asszíria zászlaja az asszír nép egyik nemzeti jelképe.
A zászlót 1968-ban tervezték meg, s hivatalosan 1971-ben vezették be.
Közepén az arany kör a napot jelképzei. A négyágú csillag a földet jelképezi, kék színe pedig a nyugalmat.
A középről a szélek felé induló hullámos vonalak az asszír őshaza három fő folyóját jelképezik: a kék az Eufráteszt, a piros a Tigrist, a fehér pedig a Záb folyót.
A zászló felső részén található jelkép Sarrukín király, az akkád állam megalapítójának címere.